# Club del Obispado
El Club del Obispado (Club de l'Évêché, en francés) fue una organización política constituida por miembros de la Asamblea Electoral de París, que funcionó entre los años 1791 y 1792.

## Fracción de la Asamblea Electoral de París
Con la denominación de Club del Obispado se conoce a un grupo político constituido en el seno de la Asamblea Electoral de París el 31 de agosto de 1791. Debe su nombre, como otros clubs políticos de la revolución, a la sede habitual de sus reuniones, en una sala de la sede episcopal de París, situada en la Île de la Cité.
Su nacimiento respondió al agravamiento de las tensiones en el interior de la Asamblea Electoral de París. En septiembre de 1791, la Asamblea se dividió en dos fracciones: los miembros más radicales permanecieron en el Club del Obispado, mientras que los moderados se sumaron al Club de la Sainte Chapelle. El Club del Obispado se sitúa en la línea ideológica del Club de los Cordeleros. Entre sus participantes se encuentran, por ejemplo, Gracchus Babeuf.

## Dirección, composición y funcionamiento
El Club era presidido por Edmond Louis Alexis Dubois de Crancé (1747-1814), convencional del departamento de Ardennes y general. Contrariamente a su adversario de la Sainte Chapelle, el Club del Obispado celebraba sus sesiones en público. La lista de miembros en el año 1791 incluye a 387 personas, de las que 346 corresponden a las secciones y 41 a los cantones. La lista de 1792 contiene 397 miembros de sección.
El 2 de septiembre de 1792, la Asamblea Electoral de París decidió excluir a aquellos miembros que hubieran asistido a las sesiones del Club de la Sainte Chapelle. Dos días después, la creación de fracciones o clubs en el interior de la Asamblea fue prohibida, con la consiguiente desaparición del Club del Obispado.
- Datos: Q2980159